# 822 Gruziński Batalion Piechoty
822 Gruziński Batalion Piechoty (niem. Georgische Infanterie Bataillon 822) – oddział wojskowy Wehrmachtu złożony z Gruzinów podczas II wojny światowej.

## Historia
Batalion został sformowany w czerwcu 1943 w lager Kruszyna koło Radomia jako Kampf-Bataillon. Formalnie wchodził w skład Legionu Gruzińskiego. Na jego czele stanął kpt. Klaus Breitner. Po szkoleniu i zaprzysiężeniu otrzymał nazwę 822. Gruzińskiego Batalionu Piechoty „Królowej Tamary”. Trafił na front wschodni. W lipcu 1943 r. przeniesiono go do okupowanej Holandii, jak i wszystkie „Legiony wschodnie” po bitwie pod Kurskiem. Był to efekt dezercji tych oddziałów na stronę radziecką. Niemcy ten fakt uznali za jedną z przyczyn klęski pod Kurskiem. Wysyłano ich zatem jak najdalej od frontu wschodniego. 822 batalion stacjonował w rejonie Zandvoort jako część Unterabschnitt Zandvoort. Wchodził w skład 16 Dywizji Polowej Luftwaffe, a od marca 1945 177 Pułku Grenadierów 219 Dywizji Piechoty. Stacjonował wówczas na wyspie Texel. Liczył ok. 800 Gruzinów. Pod koniec wojny Niemcy zdecydowali o przeniesieniu batalionu na kontynent w celu zorganizowania obrony przeciwko wojskom alianckim. W rezultacie w nocy 5/6 kwietnia Gruzini zbuntowali się (patrz: bunt na wyspie Texel). Zabili wówczas pod przywództwem porucznika Szałwy Loladze ponad 200 niemieckich żołnierzy, którzy zostali zabici we śnie w barakach przy użyciu noży i bagnetów. Niepowodzeniem zakończyła się jednak próba zdobycia niemieckich baterii nadbrzeżnych znajdujących się na północnym i południowym wybrzeżu wyspy. Z odsieczą przybył im 163. Morski Pułk Ochronny, który rozpoczął kontrofensywę. W jej wyniku, w ciągu 5 tygodni, Niemcy odzyskali kontrolę nad zbuntowaną wyspą. Część Gruzinów została przez nich wymordowana.
20 maja na wyspie wylądowały wojska kanadyjskie, przed którymi niemieckie oddziały skapitulowały. 228 Gruzinów, którzy przeżyli walkę, zostało wkrótce wydanych Sowietom. Dość szybko zostali zrehabilitowani w ZSRR, co było rzadkością wśród legionów wschodnich.